# Франц Петер Шуберт
Франц Пе́тер Шу́берт (нім. Franz Peter Schubert; 31 січня 1797, Ліхтенталь — 19 листопада 1828, Відень) — австрійський композитор, один із основоположників романтизму в музиці, автор понад тисячі музичних творів, серед яких понад 600 пісень, дев'ять симфоній, велика кількість творів камерної та літургійної музики.
Зацікавлення публіки музикою Шуберта за його життя було помірним, але значно зросло після смерті композитора й витримало випробування часом — твори Шуберта досі не втратили популярності й належать до найвідоміших зразків класичної музики.

## Біографія

### Ранні роки
Франц Петер Шуберт народився в сім'ї шкільного вчителя в Ліхтенталі — передмісті Відня. Його першими музичними наставниками були батько (скрипка), старший брат Ігнац (фортепіано) та регент приходської церкви Міхаель Гольцер (спів). 1808 року Шуберта прийняли «півчим хлопчиком» у придворну капелу та Конвікт — авторитетну у Відні школу з пансіоном; з ним займалися Венцель Ружичка (генерал-бас), а потім (до 1816 року) Антоніо Сальєрі (контрапункт і композиція). Протягом 1810—1813 років він написав велику кількість різноманітних творів: оперу, симфонію, фортепіанні п'єси й пісні, зокрема «Скаргу Агари» (Hagars Klage, 1811).

### 1810-ті роки
У 1813 році Шуберт вступив у вчительську семінарію і через рік почав викладати в школі, де служив його батько. У вільний від роботи час він написав свою першу месу і поклав на музику вірш Ґете «Гретхен за прядкою» (Gretchen am Spinnrade, 19 жовтня 1813 року) — це був перший шедевр Шуберта.
Кілька років Шуберт давав уроки музики, неодноразово намагався отримати постійну музичну посаду, але безуспішно. Попри це, 1815—1816 роки відзначились феноменальною продуктивністю. 1815 року він написав дві симфонії, дві меси, чотири оперети, кілька струнних квартетів і близько 150 пісень. 1816 року з'явилися ще дві симфонії — Четверта («Трагічна», до мінор) та П'ята (сі-бемоль мажор), а також меса і понад 100 пісень. Серед пісень цих років — «Блукач» (Der Wanderer) і знаменитий «Лісовий цар» (Erlkönig); обидві пісні незабаром отримали загальне визнання.
У цей час навколо Шуберта склався гурток друзів — поціновувачів його творчості, які надавали йому посильну матеріальну допомогу (чиновник Йозеф фон Шпаун, поет-любитель Франц фон Шобер, поет Йоганн Майргофер, художник М. Швінд, поет і комедіограф Е. Бауернфельд, композитор Ансельм Гюттенбреннер та інші). У колі друзів і знайомих часто власними силами виконувалися твори Шуберта; такі вечори називалися «шубертіадами».
Важливою у творчому житті Франца Шуберта стала його зустріч із відомим баритоном Йоганом Міхаелем Фоґлем, яку влаштував Франц фон Шобер. Завдяки натхненному виконанню пісень Шуберта Фоґлем, вони завоювали популярність у віденських салонах. Сам композитор продовжував працювати в школі, але зрештою — в липні 1818 року залишив службу і виїхав у Желіз, літню резиденцію графа Йоганна Естергазі, де виконував обов'язки вчителя музики для двох доньок аристократа. Навесні була закінчена Шоста симфонія, а в Желізі Шуберт написав Варіації на французьку пісню, ор. 10 для двох фортепіано, присвячені Бетховену.
Після повернення до Відня Шуберт одержав замовлення на оперету (зінгшпіль) під назвою «Брати-близнюки» (Die Zwillingsbrüder). Вона була закінчена до січня 1819 року і виконана в «Кертнертортеатрі» у червні 1820 року. Літні канікули в 1819 році Шуберт провів разом з Фоглем у Верхній Австрії, де й створив широко відомий фортепіанний квінтет «Форель» (ля мажор).
Вузьке коло друзів, яким Шуберт оточив себе, зазнало серйозного удару на початку 1820 року. Шуберт і ще четверо його товаришів були заарештовані австрійською таємною поліцією, яка з підозрою ставилася до будь-яких студентських гуртків. Одного з друзів Шуберта, поета Йоганна Зенна, віддали під суд, ув'язнили на рік, а потім назавжди заборонили з'являтися у Відні. Чотирьом іншим, включно з Шубертом, винесли серйозне попередження, ставлячи їм у провину, зокрема, «супротив [владі] з використанням образливої і негідної лексики». Шуберт ніколи більше не бачився із Зенном, але поклав на музику дві його поезії «Selige Welt» та «Schwanengesang». Можливо, що цей інцидент призвів до розриву із Майргофером, з яким Шуберт тоді мешкав.

### Період музичної зрілості
Композиції 1819 та 1820 років відзначені значним прогресом музичної зрілості Шуберта. У лютому розпочалася праця над ораторією «Лазар» (D. 689), яка залишилася незавершеною, потім з'явилися поміж іншими, менш визначними роботами, 23-ій псалм (D. 706), «Gesang der Geister» (D. 705/714), «Quartettsatz» (до мінор, D. 703) й фантазії «Блукач» (нім. Wanderer-Fantasie) для фортепіано (D. 760). 1820 року було поставлено дві опери Шуберта: «Die Zwillingsbrüder» (D. 647) в Кернтернтортеатрі 14 липня та «Die Zauberharfe» (D. 644) в театрі Ан-дер-Він 21 серпня. Доти майже всі великі композиції Шуберта, окрім мес, виконувалися тільки аматорським оркестром, який виріс із домашніх вечорів-квартетів композитора. Нові постановки познайомили з музикою Шуберта ширшу публіку. Однак, видавці не квапилися з публікаціями. Антон Діабеллі з ваганнями погодився надрукувати деякі твори на умовах комісії. Так були надруковані перші сім опусів Шуберта, всі пісні. Коли комісія закінчився, композитор став отримувати скупу платню — і цим його стосунки з великими видавництвами обмежилися. Ситуація дещо покращилася, коли у березні 1821 Фоґль виконав «Der Erlkönig» на дуже успішному концерті. Того ж місяця Шуберт скомпонував варіацію на тему вальса Антона Діабеллі (D. 718), увійшовши до числа 50 композиторів, які зробили внесок у збірку Союзу музикантів Батьківщини.
Після постановки двох опер Шуберт із ще більшим завзяттям, ніж раніше, почав творити для сцени, але ця праця з різних причин майже повністю пішла нанівець. 1822 року йому було відмовлено у постановці опери «Альфонсо та Естрела», почасти через слабке лібрето. Оперу «Ф'єррабрас» (D. 796) теж повернули автору восени 1823 року, значною мірою через популярність Россіні та італійського оперного стилю й провал опери Карла Вебера «Евріанта».
«Конспіратори» (Die Verschworenen, D. 787) заборонив цензор, вочевидь через назву, а «Розамунду» (D. 797) зняли після двох вечорів через низьку якість п'єси. Дві перші з цих робіт написані дуже масштабно й поставити їх було надзвичайно важко («Ф'єррабрас», наприклад, мав понад тисячу нотних сторінок), але «Конспіратори» були яскравою принадною комедією, а в «Розамунді» є чарівні музичні моменти, які належать до найкращих зразків творчості композитора. 1822 року Шуберт познайомився з Вебером і Людвігом ван Бетховеном, але ці знайомства не дали молодому композитору майже нічого. Говорять, що Бетховен кілька разів публічно визнавав талант юнака, але він не міг знати творчості Шуберта в повному об'ємі, оскільки за життя композитора вийшла друком тільки жменька творів.
Восени 1822 року Шуберт розпочав роботу над твором, який понад усі інші твори того періоду продемонстрував зрілість його бачення музики — «Незавершеною симфонією» сі-бемоль мінор. Причина того, що композитор закинув працю, написавши дві частини й окремі музичні фрази третьої, залишається невиясненою. Дивно й те, що він не розповідав про цей твір товаришам, хоча те, чого він досяг, не могло не викликати в нього почуття ентузіазму.

### Шедеври останніх років життя
У 1823 році Шуберт окрім «Ф'єррабраса» написав також свій перший цикл пісень «Прекрасна млинарка»
(D. 795) на вірші Вільгельма Мюллера. Разом із пізнішим циклом «Зимова подорож» 1827, також на вірші Мюллера, ця збірка вважається вершиною німецького пісенного жанру Lied. Цього року Шуберт написав ще й пісню «Ти спокій» (Du bist die Ruh, D. 776). 1823 також був роком, коли в композитора з'явилися синдроми сифілісу.
Навесні 1824 року Шуберт написав октет фа мажор (D. 803), а влітку знову виїхав у Желіз. Там він потрапив під чари угорської народної музики і написав «Угорський дивертисмент» (D. 818) для двох фортепіано й струнний квартет ля мінор (D. 804).
Друзі стверджували, що Шуберт мав сильне почуття до своєї учениці, графині Кароліни Естергазі, хоча він присвятив їй тільки один твір «Фантазію фа мінор» (D. 940) для двох фортепіано.
Попри те, що робота над музикою для сцени, а пізніше офіційні обов'язки, відбирали багато часу, Шуберт в ці роки написав значну кількість творів. Він завершив Месу ля-бемоль мінор (D. 678), працював над «Незавершеною симфонією», а в 1824 написав Варіації для флейти й фортепіано на тему «Trockne Blumen» з циклу «Прекрасна млинарка» й кілька струнних квартетів. Крім того, він написав сонату для популярного в ті часи арпеджіоне (D. 821).
Негаразди попередніх років компенсували успіхи щасливого для Шуберта 1825 року. Кількість публікацій швидко збільшувалася, злидні дещо відступили, і літо Шуберт провів у Верхній Австрії, де його радо вітали. Саме під час цього туру він написав «Пісні на слова Вальтера Скотта». До цього циклу належить Третя пісня Еллен (D. 839), широко відомий під назвою «Ave Maria». Пісня відкривається привітанням Ave Maria, яке потім повторюється в приспіві. Німецький переклад вірша Скотта із «Ламермурської нареченої», виконаний Адамом Шторком, при виконанні часто заміняють латинським текстом молитви Ave Maria. 1825 року Шуберт написав також сонату для фортепіано ля мінор (Op. 42, D. 845) й розпочав симфонію № 9 до мажор (D. 944), завершену наступного року.
З 1826 по 1828 рік Шуберт мешкав постійно у Відні, крім короткого візиту в Грац у 1827 році. У ці роки його життя було бідне на події, і його опис зводиться до переліку написаних творів. 1826 року він завершив симфонію № 9, яку пізніше стали називати «Великою». Цей твір він присвятив Товариству друзів музики, й отримав від нього гонорар на знак подяки.
Весною 1828 року він дав єдиний у своєму житті публічний концерт, на якому виконував власні твори. Концерт пройшов із успіхом. Струнний квартет ре мінор (D. 810) з варіаціями на тему пісні «Смерть і дівчина» був написаний взимку 1825—1826[джерело?] і вперше виконаний 25 січня 1826 року. Того ж року з'явилися струнний квартет № 15 ре мажор (D. 887, Op. 161), «Іскристе рондо» для фортепіано та крипки (D. 895, Op. 70) і соната для фортепіано ре мажор (D. 894, Op. 78), вперше опублікована під назвою «Фантазія в ре». Крім цього були написані три пісні на слова Шекспіра.
У 1827 році Шуберт написав цикл пісень «Зимова подорож» (Winterreise, D. 911), Фантазію для фортепіано й скрипки (D. 934), експромти для фортепіано й два фортепіанні тріо (D. 898 та D. 929), у 1828 «Пісню Мір'ям» (Mirjams Siegesgesang, D. 942) на слова Франца Грілльпарцера, месу in Es (D. 950), Tantum Ergo (D. 962), струнний квартет (D. 956), три останні сонати й збірку пісень, надрукованих посмертно під назвою «Лебедина пісня» (D. 957). Ця збірка не є справжнім циклом, але пісні, що входять до неї, зберігають єдиність стилю й об'єднані атмосферою глибокої трагедії й похмурої надприродності, не властивої композиторам попереднього століття. Шість із цих пісень написані на слова Генріха Гейне, чия «Книга пісень» вийшла друком восени. Дев'ята симфонія Шуберта датована 1828 роком, але дослідники творчості композитора вважають, що переважно вона була написана в 1825—1826 і тільки дещо перероблена для виконання 1828 року. Для Шуберта таке явище дуже незвичне, оскільки більшість його значних творів не вийшли друком за життя, не кажучи вже про концертне виконання. В останні тижні життя композитор почав працювати над новою симфонією.

### Хвороба і смерть

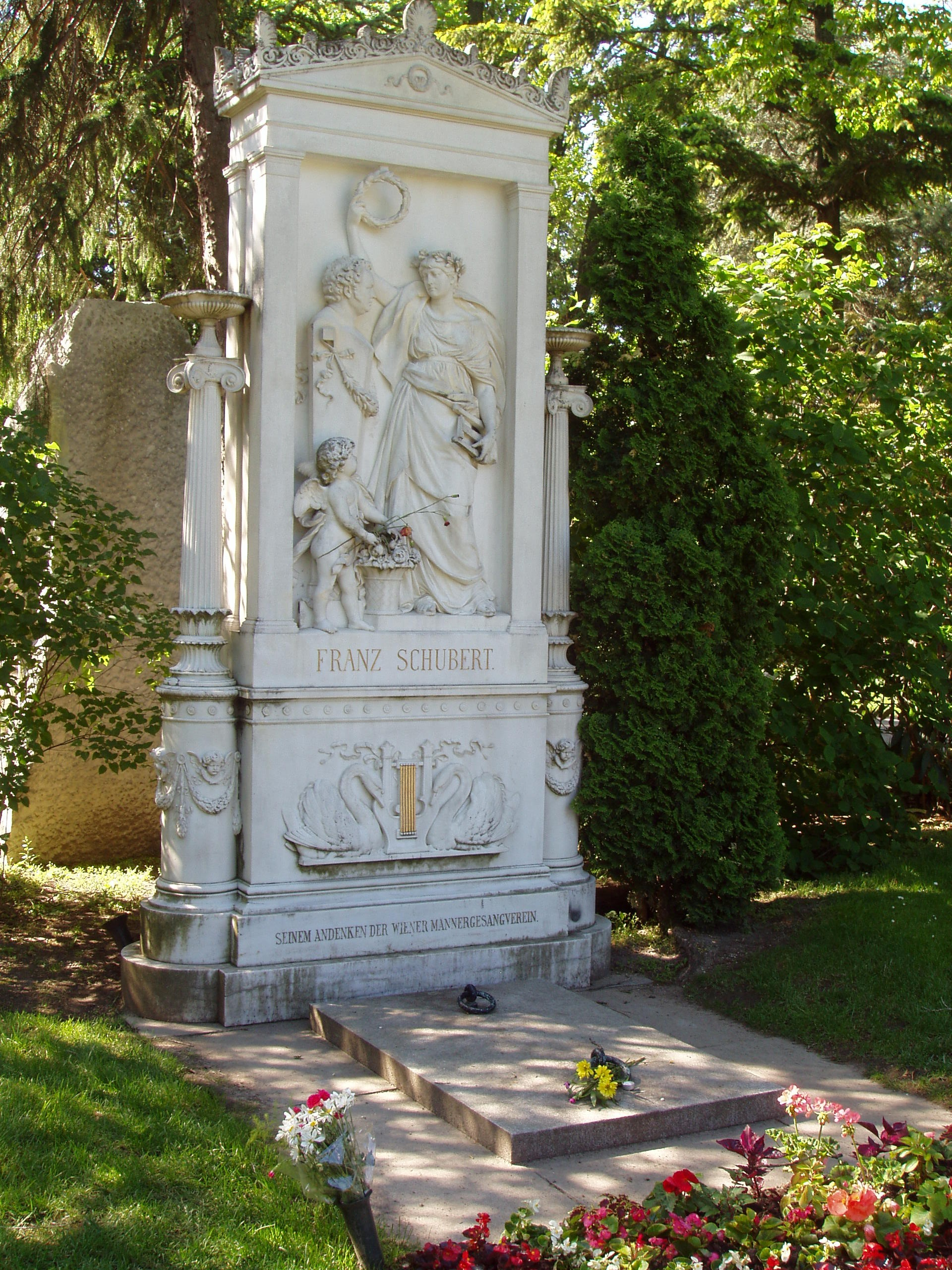
Могила Шуберта на цвинтарі у Відні

У 1828 році з'явилися тривожні ознаки хвороби; стрімкий темп композиторської діяльності Шуберта можна витлумачити і як симптом недуги, і як причину, що пришвидшила його смерть. Існували припущення, що він хворів на сифіліс і лікувався від цього препаратами ртуті, які через свою токсичність спричинювали серйозні побічні дії на організм людини. Останнього року Шуберт написав такі шедеври як «Симфонія до мажор», вокальний цикл, посмертно виданий під назвою «Лебедина пісня», струнний «квінтет до мажор» і три останні фортепіанні сонати. Як і раніше видавці відмовлялися брати великі твори Шуберта або платили мізерно мало; нездоров'я перешкодило йому поїхати за запрошенням з концертом у Пешт.

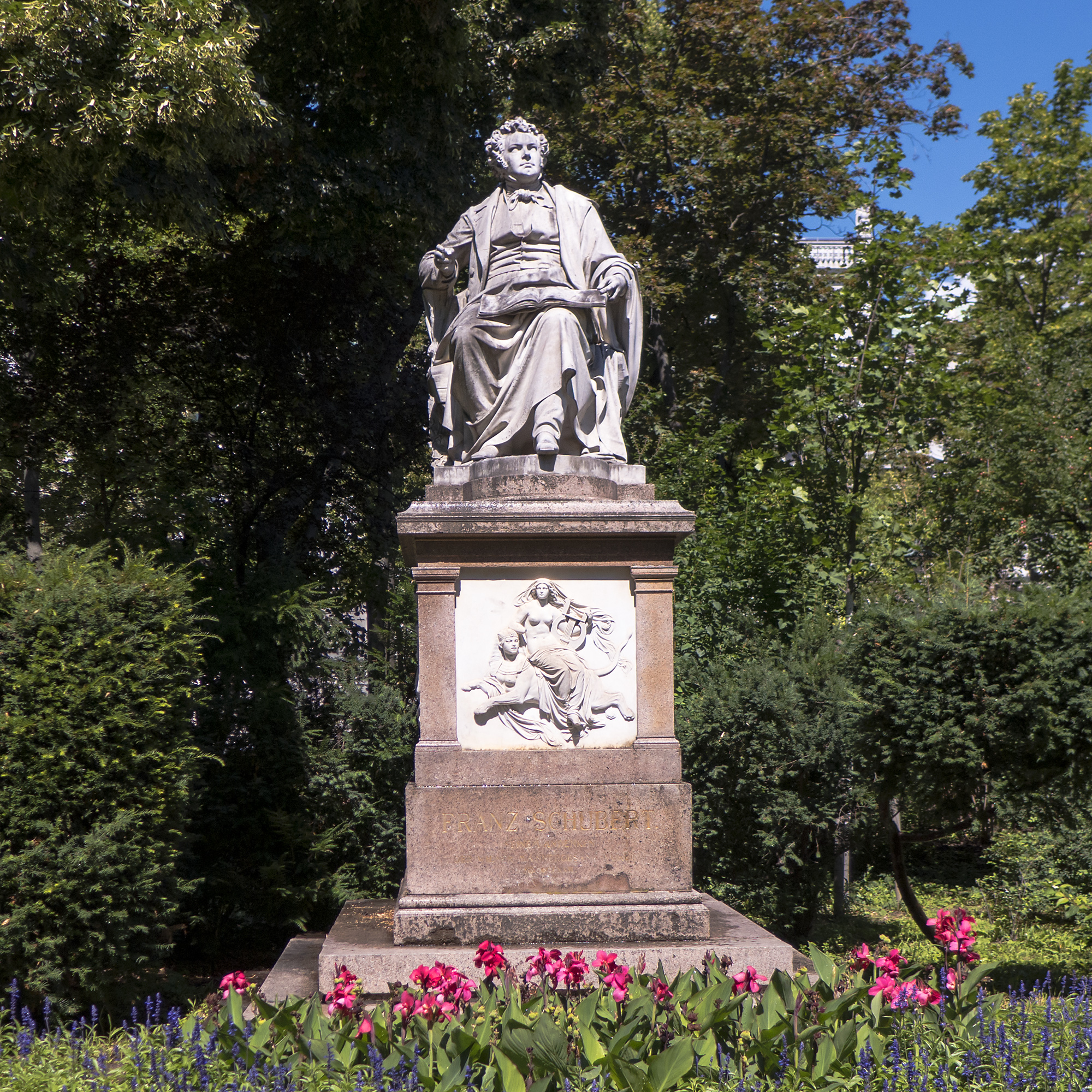
Пам'ятник Францу Шуберту у Віденському міському парку

Помер Шуберт офіційно від черевного тифу 19 листопада 1828 року.
Шуберта поховали поруч із Бетховеном, який помер роком раніше. 22 січня 1888 року прах Шуберта було перепоховано на Центральному цвинтарі Відня.

### Відкриття музики Шуберта після його смерті
Деякі менші за розміром твори було опубліковано одразу ж після смерті композитора, але рукописи більших праць, мало відомих публіці, залишалися в книжкових шафах і шухлядах родичів, друзів та видавців Шуберта. Навіть найближчі до нього люди не знали всього, що він написав, і впродовж тривалих років його визнавали переважно лише як короля пісні. У 1838 Роберт Шуман, відвідуючи Відень, знайшов запорошений рукопис «Великої» симфонії Шуберта і взяв його з собою в Лейпціг, де її виконав Фелікс Мендельсон. Найбільший внесок у відшукання й відкриття творів Шуберта зробили Джордж Гроув та Артур Салліван, які відвідали Відень восени 1867. Їм вдалося знайти сім симфоній, музику супроводу п'єси «Розамунда», кілька мес та опер, дещо з камерної музики й велику кількість різноманітних фрагментів та пісень. Ці відкриття призвели до значного збільшення інтересу до творчості Шуберта.
Франц Ліст з 1830 по 1870 рік транскрибував і аранжував значну кількість творів Шуберта, особливо пісень. Він говорив, що Шуберт «найпоетичніший із музикантів, які коли-небудь жили на світі». Для Антоніна Дворжака особливо цікавими були симфонії Шуберта, а Гектор Берліоз та Антон Брукнер визнавали вплив «Великої симфонії» на їхню творчість.
У 1897 році видавці Брайткопф та Гертель випустили критичне видання творів композитора, головним редактором якого був Йоганнес Брамс. Такі композитори 20 століття як Бенджамін Бріттен, Ріхард Штраус та Джордж Крам були або завзятими популяризаторами музики Шуберта або робили алюзії на неї в своїй власній музиці. Бріттен, який був довершеним піаністом, акомпанував виконанню багатьох пісень Шуберта й часто виконував його соло й дуети.

## Особисте життя
Шуберт ніколи не був одружений і не мав дітей.
У 1989 році музикознавець Мейнард Соломон припустив, що Шуберт відчував еротичний потяг до чоловіків. Це твердження стало предметом палких дискусій. Теорія сексуальності Шуберта або «Шуберт як Інший» продовжує впливати на сучасні наукові дослідження. Вона ґрунтується зокрема на емоційних листах, які Шуберт писав своїм друзям, уривкам зі збережених фрагментів щоденників, текстах пісень Шуберта.
На думку музикознавця Сьюзен МакКлері, музика Шуберта, а часто й сама людина та суб'єктивність, яку він представляв, критикувалися як жіночні, особливо в порівнянні з Бетховеном, взірцем та агресивним майстром сонатної форми.

## Творчість
Живучи в епоху жорстокої меттерніховської реакції в Австрії[джерело?], Шуберт став першим з видатних представників музичного романтизму. У своїх творах він прагнув відтворювати відсутній у житті світлий ідеал, відображав тугу за ним, страждання людини в чужому й ворожому для неї суспільному середовищі. Щирість, задушевність музики Шуберта, властиві їй безпосередність, «відвертість» виразу визначалися і особистими якостями композитора. Музика Шуберта тісно пов'язана з народним мистецтвом Австрії (хоча Шуберт рідко використовував в своїх творах справжні народні теми), з побутовою музикою Відня; знайшов віддзеркалення в ній і фольклор угорців та слов'янських народів тодішньої Австрійської імперії. У музиці Шуберта на чільному місці виступає мелодія, велике значення мають колорит, барвистість, що зумовили збагачення гармонії, оркестровки.

### Вокальна музика
Найважливіше місце в творчості Шуберта зайняли мистецькі пісні для голосу і фортепіано (близький до романсу жанр, який називається німецькою мовою Kunstlied). У цьому жанрі Шубертові вдалося досягти втілення глибокого змісту внаслідок тіснішого поєднання слова і музики, зростання значущості та індивідуалізації музичних образів. Вокальна мелодія в піснях Шуберта (що нерідко містить речитативні елементи) переважно має в собі цілісне музичне узагальнення. Партія фортепіано відіграє важливе виразне, а часто й музично-зображувальне значення. Шуберт розвинув і збагатив колишні типи пісень, створив новий тип пісні наскрізного розвитку з об'єднавчим варійованим мотивом в партії фортепіано, а також перші зрілі зразки пісенного циклу.
У піснях Шуберта (близько 600) представлені вірші близько 100 поетів. Для кожного значного поета композитор знаходив відповідні для поезії стилістичні прийоми. Найбільше значення для пісенної творчості Шуберта мали Йоганн Вольфганг Гете (близько 70 пісень, зокрема «Лісовий цар», «Гретхен за прядкою»), Фрідріх Шиллер (понад 40, зокрема «Скарга дівчини», «Група з Тартар»), Вільгельм Мюллер (пісенні цикли «Прекрасна млинарка» і «Зимова подорож»), Генріх Гейне (6 пісень, зокрема «Двійник»), Йоганн Майрхофер (47 пісень).
До пісень Шуберта примикають квартети для чоловічих і жіночих голосів, хори, твори на зразок кантат і ораторій. В духовних творах, з яких особливо значні 2 останні меси (1819 і 1828 роки), Шуберт, подібно до Йоганна Себастьяна Баха, виражав прості людські відчуття. Завершені композитором 3 опери і 6 зінґшпілів за його життя не ставилися і не стали репертуарними, головним чином через погані лібрето. Три драматичних п'єси, до яких Шуберт написав музику, не утрималися на сцені, проте увертюра і танці з музики до п'єси Гемліна фон Шези «Розамунда» (1823 рік) широко виконують.

### Інструментальна музика
В інструментальних творах Шуберт часто використовував співучі, закруглені ліричні теми пісенного типу, які розробляв головним чином як ціле, даючи їм різне «освітлення». З 9 завершених симфоній Шуберта остання (до мажор, остаточна редакція — 1828) витримана в героїко-епічних тонах. Поглибленим психологізмом насичена двохчастинна лірико-драматична «Незакінчена симфонія» сі мінор (1822 рік). З концертних увертюр популярність отримали 2 «увертюри в італійському стилі» (1817).
Багато камерних інструментальних творів Шуберта пов'язано з поширеним тоді в Австрії домашнім музикуванням, зокрема життєрадісний фортепіанний квінтет «Форель» (1819 рік), в передостанній частині якого варіюється тема однойменної пісні. Ряду творів властиві риси оркестральності. Найзначніші — струнний квінтет до мажор (1828 рік) і 3 останні струнні квартети — ля-мінорний (1824 рік), ре-мінорний, що включає варіації на тему пісні Шуберта «Смерть і Дівчина» (1824—1826 р), і соль-мажорний (1826 рік).
Фортепіанна музика — одна з основних сфер творчості Шуберта. У фортепіанних сонатах Шуберт зазнав впливу Бетховена, проте знайшов власне трактування жанру. Найвизначніші з них — сонати ля мажор (1819 рік), ля мінор (1823 рік), ля мінор, ре мажор, соль мажор (1825 рік), сі-бемоль мажор (1828 рік). У фантазії «Блукач», в якій використана тема однойменної пісні, Шуберт ніби передбачає структуру симфонічних поем Ференца Ліста. «Експромти» (11, 1827-28 роки) і «музичні моменти» (6, 1818-28 роки) — романтичні фортепіанні мініатюри, що передбачили характерні риси фортепіанної музики Фридерика Шопена і Ференца Ліста. Фортепіанні танці Шуберта — вальси, лендлери, німецькі танці, екосези, галопи (понад 400) — важливий крок на шляху до поетизації танцю. Шуберт створив також багато творів для фортепіано в 4 руки, серед яких «Фантазія фа мінор» (1828 рік), «Угорський дивертисмент» (1824 рік), варіації, марші, полонези та ін.

### Творчість останніх років
У деяких творах Шуберта останніх років («Зимова подорож», пісні на тексти Гейне) поглибилися драматичні, навіть трагічні настрої. Проте і в ці роки їм протистояли твори (включаючи пісні), сповнені енергії, сили, мужності, життєрадісності. За життя Шуберт отримав визнання головним чином як автор пісень; багато його великих інструментальних творів було вперше виконано через десятиліття після смерті («Велика симфонія» до мажор в повному об'ємі вперше прозвучала під керівництвом Фелікса Мендельсона в 1839 році, «Незакінчена симфонія» у 1865 році). Проте справжнє визнання інструментальна музика Шуберта отримала лише у XX столітті.

## Список творів

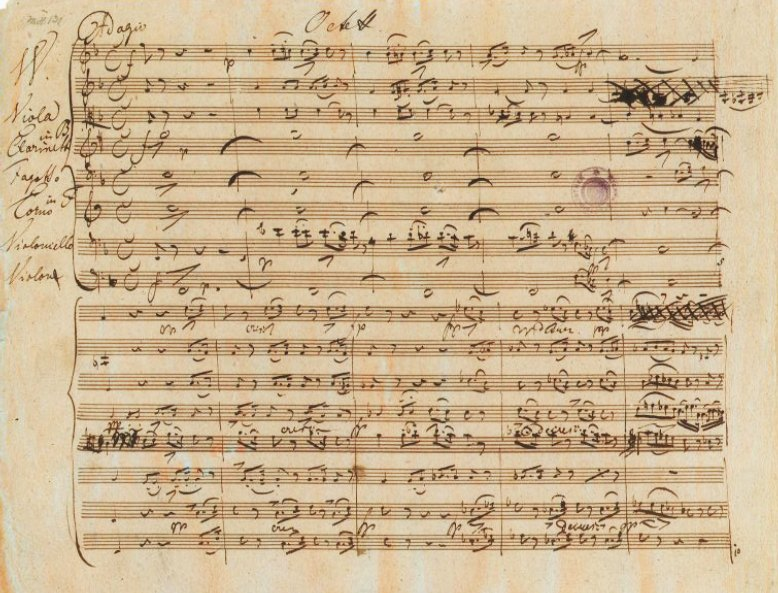
Октет. Автограф Шуберта.

Ф.Шуберт — рукопис останньої сторінки варіацій для фортепіано в 4 руки, ор.10

### Сценічні твори
- Опери
  - «Порука» («Die Bürgschaft», не закінчена, 1816)
  - «Сакунтала» (ескізи, 1820)
  - «Альфонсо і Естрела» (1821—1822)
  - «Ф'єрабрас»(1823)
  - «Граф фон Гляйхен» (незакінчена, 1827-28)
- Зінгшпілі
  - «Лицар дзеркала» (Der Spiegelritter, 1811)
  - «Розважальний замок сатани» (Des Teufels Lustschloss, 1814)
  - «4 роки на посту» (Der vierjährige Posten, 1815)
  - «Фернандо» (1815)
  - «Клаудіна фон Вілла Белла» (2-й і т-3-й акти загублені)
  - «Друзі з Саламанки» (Die Freunde von Salamanka, 1815)
  - «Адраст» (1817)
  - «Брати-близнюки» (Die Zwillingsbrüder,1819)
  - «Змовники» (Die Verschworenen, 1823)
  - «Чарівна арфа» (Die Zauberharfe, 1820)
  - «Розамунда» (Rosamunde, 1823)

### Для солістів хору і оркестру
- 7 мес (1812, збереглися фрагменти; 1814; 2-1815, 1816; 1819-22; 1828)
- Німецький реквієм (1818)
- Німецька меса (1827)
- 7 Salve Regina
- 6 Tantum ergo
- 4 Kyrie eleison
- магніфікат (1815)
- 3 оферторіуми
- 2 Stabat Mater
- ораторії і кантати

### Для симфонічного оркестру
- 9 симфоній:
  - № 1 ре мажор (1813)
  - № 2 сі-бемоль мажор (1814-15)
  - № 3 ре мажор (1815)
  - № 4 до мінор «Трагічна» (1816)
  - № 5 сі-бемоль мажор (1816)
  - № 6 до-мажор (1818)
  - № 7 мі мажор, незавершена (1821)
  - № 8 сі мінор «Незакінчена» (1822)
  - № 9 до мажор «Велика» (1825-28)
- Увертюри
  - ре мажор (1811)
  - ре мажор (1812)
  - ре мажор (1812)
  - сі-бемоль мажор (1816)
  - ре мажор (1817)
  - «В італійському стилі», ре мажор}} (1817)
  - «В італійському стилі», до-мажор}} (1817)
  - мі мінор (1819)

### Вокальні твори
Шуберт написав близько 600 пісень, зокрема:
- На слова Йоганна Вольфганга Гете — близько 70, в тому числі «Гретхен за прядкою» (Gretchen am Spinnrade), «Жалібна пісня пастуха», «Лісовий цар» (1816) та ін.
- На слова Фрідріха Шиллера — 41, в тому числі «Скарга дівчини»,
- На слова Вільгельма Мюллера
  - Цикл «Красуня млинарка» (Die Schöne Müllerin)
  - Цикл «Зимова подорож» (Die Winterreise, op. 89, 1823)
- На слова Генріха Гейне, в тому числі «Двійник»

Вокальні ансамблі, зокрема
- Вокальні квартети для 2 тенорів і 2 басів
- Вокальні квінтети для 2 тенорів і 3 басів

### Камерні ансамблі
| - Октет для струнних і мідних - фортепіанний квінтет "Форель" (1819?) - струнний квінтет - 2 фортепіанні тріо - струнне тріо | - Для скрипки і фортепіано - - 3 сонати (ре мажор, ля мінор і соль мінор (1816)) - фантазія (1827) - 2 великі дуети і 3 маленькі дуети - Соната для арпеджіоне і фортепіано |

### Для фортепіано
| Для фортепіано в 2 руки: - 23 сонати (в т. ч. 6 незавершених; 1815-28), - фантазія (1822, і ін.), - 11 експромтів (1827-28), - Шість музичних моментів (1823-28), - понад 400 танців (вальси, лендлери, німецькі танці, менуети, екосези, галопи й ін.; 1812-27); - рондо, варіації й інші п'єси, | Для фортепіано в 4 руки: - 2 сонати (1818; 1824 — «Великий дует») - увертюри, - фантазії, - Угорський дивертисмент (1824), - рондо, - варіації, - полонези, - марші |

### Вокальні твори, перекладені українською
У перекладі Дмитра Ревуцького
- «Ох, я нещасний Атлант!» (Der Atlas) з циклу «Лебединий спів»[43]
- Верстовий стовп (Der Wegweiser) з циклу «Зимова подорож»[44]
- Захист (Aufenthalt) з циклу «Лебединий спів»[45]
- Липа (Der Lindenbaum) з циклу «Зимова подорож»[46]
- Її портрет (Ihr Bild) з циклу «Лебединий спів»[47]
- Лісовий цар (Erlkönig)[48]
- Люба барва (Die liebe Farbe) з циклу «Красуня млинарка»[49]

У перекладі Максима Рильського
- Двійник (Der Doppelgänger) з циклу «Лебединий спів»[50]
- Лірник (Der Leiermann) з циклу «Зимова подорож»[51]
- Форель (Die Forelle) op.32 D 955[52]

У перекладі Бориса Тена
- Ave Maria[53]
- Горіло море віддаля… (Am Meer)[54]
- Гретхен за прялкою (Gretchen am Spinnrade)[55]
- Група з Тартару (Gruppe aus dem Tartarus)[56]
- Дівочий жаль (Des Mädchens Klage)[57]
- Мандрівка (Das Wandern) із циклу «Красуня млинарка»[58]
- Баркарола[59]

У перекладі Юрія Отрошенка
Двійник (Der Doppelgänger) з циклу «Лебединий спів»
Лісовий цар (Erlkönig)
Форель (Die Forelle)
Блукач (Der Wanderer)
Баркарола
У дорогу
Шарманщик (Der Leiermann) з циклу «Зимова подорож»
Притулок (Aufenthalt)
Ти спокій мій (Du bist die Ruh)
Серенада (Liebeslauschen)
Діво Маріє…(Ave Maria)
До музики (An die Musik)
У перекладі Валентини АнтонюкБіля потоку (Auf dem Storm) D.943\
Вільний переклад Олени Пчілки
На спогад шубертової серенади
Інші
- Вперед! (Muth!) з циклу «Зимова подорож»[62]